# Первая Мелильская кампания
Первая Мелильская кампания, или Мелильская война, или война Маргальо (исп. Guerra de Margallo), или Первая Рифская война (исп. Primera Guerra del Rif) — колониальная война Испании с тридцатью девятью берберскими племенами рифов (риффов) на севере Марокко, поддержанными впоследствии марокканским султаном. Кампания началась в октябре 1893 года (официальное объявление войны — 9 ноября 1893 года), закончилась в 1894 году, после заключения Фесского договора.

## Предыстория конфликта
В 1492 году вместе с падением Гранады прекратил существование Гранадский эмират, и его территория вошла в состав Королевства Кастилии и Леона как Королевство Гранада. Изабелла Кастильская громогласно (хотя, надо полагать, не вполне искренно) гарантировала своим новым подданным не только гражданскую и религиозную свободу, но даже 50 % мест в новых органах самоуправления. Так завершилась  многовековая эпоха испанской истории, известная под именем Реконкисты (т. е. отвоевания Пиренейского полуострова) — и сразу за ней наступила эпоха Конкисты (массированного завоевания новых земель). В 1497 году войска Кастилии захватили город Мелилья на северном побережье Африки.
В XIX веке Испания (утратившая к тому времени почти все американские колонии) начала продвижение к югу от Мелильи — вглубь Марокко, постепенно включая пригородные территории в состав Мелильского анклава и инвестируя средства в их экономическое развитие. Договоры с Марокко 1859, 1860 и 1861 годов способствовали росту заинтересованности Испании в присоединении этого региона. Хотя Испания не встречала на тот момент сопротивления своему проникновению в Марокко со стороны марокканского правительства, — возникла напряжённость между патрулями испанской армии и берберскими племенами рифов, которые были враждебны как Испании, так и султану Марокко, и над которыми султан не имел фактически никакого контроля.
Рифские рейды и пиратские нападения, широко освещаемые в испанской прессе, однажды вылились в сенсационный инцидент: в начале 1890-х годов рифы захватили испанское торговое судно и похитили всех членов его экипажа. Была тотчас же снаряжена небольшая спасательная экспедиция, во главе с крейсером испанских ВМС «Исла де Лусон (Isla de Luzón)». И руководство экспедиции пришло к выводу, что пленные были проданы в рабство. В течение лета 1893 года, благодаря широкой агитации среди местных жителей-испанцев, губернатор Мелильи Гарсия-и-Маргальо сумел собрать достаточно средств для возведения новых фортификационных сооружений вокруг города. Строительство шло настолько быстро, насколько это было возможно. Основной задачей было возвести новые редуты у Пунта-де-Кабриса и Пунта-Долоссос.

## Осада Мелильи
После летней эскалации конфликта, 3 октября 1893 года началась полномасштабная война, когда армия рифов, состоявшая из 6000 воинов, вооружённых винтовками Remington Arms, спустилась с гор и напала на городской гарнизон Мелильи, состоявший всего из 400 солдат регулярной пехоты. Испанские солдаты сражались с рифами весь день без перерыва, потеряв 21 человека убитыми и более 100 ранеными, в то время как жители города укрылись в крепости. Хотя из гражданских мужчин, способных сражаться, было вскоре сформировано народное ополчение в помощь армии, — число нападавших, ряды которых постоянно пополнялись соплеменниками с гор, вынудило последних защитников города отступить на ближние подступы к крепости.
Не имея какого-либо тяжёлого вооружения, рифы попытались взять крепость штурмом, блокировав дороги и взобравшись на стены. Иностранные наблюдатели описывали это как акт «галантной ярости», обречённый на провал. Испанцы сдерживали натиск рифов штыками, и ведшийся ими одновременно ружейный огонь сбросил нападавших с крепостных стен. Испанские солдаты в первый раз использовали 7-мм винтовки Маузер 1893 года, которые спустя несколько лет хорошо покажут себя в битве за холм Сан-Хуан на Кубе, во время войны с США. 
Рифы во множестве погибали, всего с их стороны было убито минимум 160 человек. Испанская артиллерия была приведена в боевую готовность и использовалась для бомбардировки групп рифов в соседних сёлах, — но когда артиллерийская канонада уничтожила мечеть за пределами города, рифы объявили джихад. Марокканцы по всему северу страны, арабы и берберы — независимо от своих симпатий к рифам — подняли оружие против Испании. К 5 октября их силы насчитывали более 12 000 человек, а по некоторым данным — более 20 000 пехоты и более 5000 конницы.

## Ответные действия Испании
Случившиеся события привели Испанию в состояние военной лихорадки. Правительство направило в Марокко броненосец «Нумансия» и два крейсера («Исла де Куба (Isla de Cuba)» и «Конде де Венадито (Conde de Venadito)»), дислоцированные в Малаге; весь флот был приведён в состояние полной боевой готовности; в Андалузии была объявлена мобилизация для военных действий в Марокко. Газеты и патриотически настроенные граждане всех мастей требовали кровавой мести рифам любой ценой. Войска, мобилизованные для укрепления гарнизона Мелильи, первоначально насчитывавшие 3000 человек, во многих городах встречались церемониями и овациями от населения, особенно когда двигались к портам для отправки в Марокко.
С самого начала войны султан Марокко Хассан I официально признал испанцев пострадавшей стороной и не имел ничего против укрепления ими своих фортификационных сооружений для собственной защиты. Тем не менее, его нежелание участвовать в деле усмирения своих формальных подданных вызвало озлобление со стороны испанского правительства и населения.

## Кризис
4 октября 1893 года испанский броненосец «Нумансия» обстрелял несколько рифских сёл вдоль побережья. В тот же день в Мелилью прибыла артиллерия, доставленная из Малаги. В течение несколько дней ситуация в регионе была в состоянии стагнации. Хуан Гарсия-и-Маргальо, губернатор Мелильи и командующий испанскими войсками, предъявил рифам некорректно составленный ультиматум. В то же время султан Марокко отправил контингент своих регулярных войск под Бахр-эль-Арби, чтобы восстановить там порядок, но безуспешно. Рифы напали на форты Камельос и Сан-Лоренсо. После того как эти форты были ими захвачены, Маргальо собрал группы из пехотинцев и рабочих и приказал им строить новые укрепления у фортов Кабрерисас и Ростро-Гордо под прикрытием испанских артиллерийских батарей.
22 октября крейсер «Конде де Венадито (Conde de Venadito)» вошел в устье реки Оро, бросил там якорь и направил на рифов находящееся на борту артиллерийское орудие «Гочкис». Крейсер выпустил 31 снаряд по окопам рифов, после чего вернулся в гавань Мелильи, не получив каких-либо повреждений. 5000 рифов, в свою очередь, начали массированную атаку на высоту Сиди-Гуариш 27 октября и, несмотря на артобстрел испанской артиллерии и орудия с крейсера «Конде де Венадито», вынудили Маргальо и генерала Ортего отступить обратно в крепость и захватили территорию с наполовину построенными фортификациями.

## Поражение Маргальо
Стремясь выбить рифов с позиций на равнине у фортов Кабрерисас и Ростро-Гордо, — Маргальо, во главе колонны из 2000 солдат, выступил из крепости 28 октября. Рифы в окопах насчитывали порядка 3000 человек. Обе стороны сражались с большим мужеством, однако рифы сумели удержать линию, покуда не подошла основная часть их армии — 6000 воинов. Имея численное превосходство, рифы сделали попытку окружить испанские войска. Маргальо же, думая, что наблюдает ослабление центра вражеской армии, предпринял наступление на окопы рифов, в результате которого был отброшен с большими потерями.

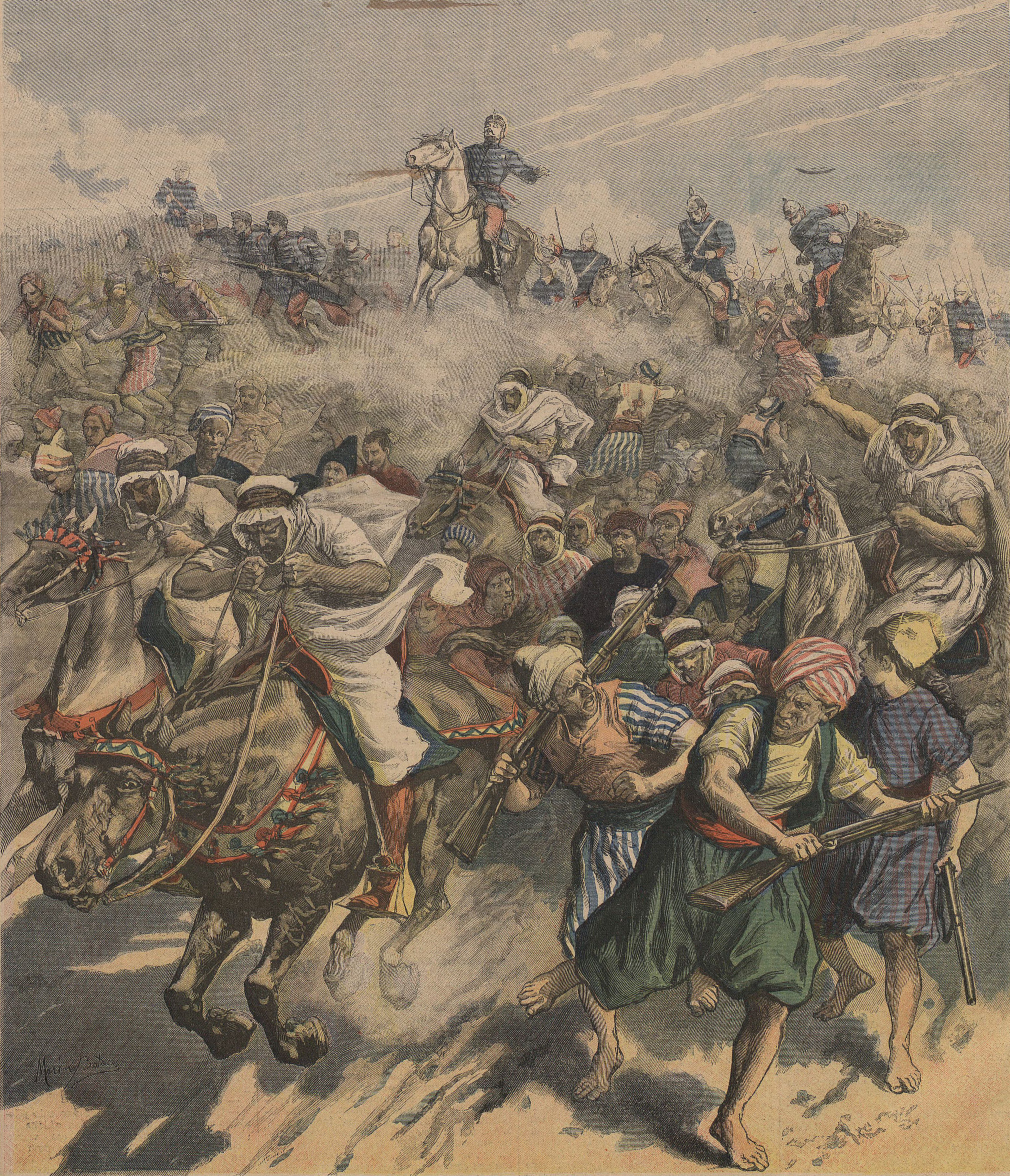
Гибель генерала Маргальо (гравюра из «Le Petit Journal» от 13 ноября 1893 г.)

Маргальо после этого скомандовал к отступлению, но был застрелен мгновение спустя, после чего его армия окончательно развалилась. Испанская сторона признала, что потеряла в тот день 70 человек убитыми и 122 ранеными, но реальные потери, вероятнее всего, были гораздо выше. Только действия арьергарда под командованием генерала Ортего позволили отступлению не превратиться в бегство.
Новости о разгроме, полученные из телеграммы Ортего, вынудили правительство Испании отправить в этот день в Марокко дополнительно три полка конницы и четыре батальона пехоты. Следующим утром, 29 октября 1893 года, Ортего привёл отряд в 3000 человек из форта Кабрерисас и изгнал рифов из их полуразрушенных окопов.
Среди оставшихся в живых солдат, участвовавших в рейде Маргальо, был молодой лейтенант Мигель Примо де Ривера, будущий испанский диктатор. Проведённое расследование инцидента выявило, что Гарсия-и-Маргальо, укрепляя город, и себя не забывал — сделав целое состояние на хищении оружия и военной техники из армии и продаже их местным жителям. По иронии судьбы рифские воины, возможно, убили его из того самого ствола, который он же им и продал.

## Патовая ситуация
В начале ноября осаждённые в крепости жители Мелильи вели отчаянную борьбу за выживание. Большие силы рифов захватили пляжи, что сделало невозможным для испанского флота высадить здесь лошадей, войска и снаряжение. Рифы расширили свои окопы вокруг города, прервали все связи между крепостью и отдалёнными фортами и уничтожили все дороги между ними. Только ночные вылазки позволяли осаждённым добывать хотя бы какое-то количество воды, еды и боеприпасов.
Тем не менее, осаждённые держались и шквальным огнём из крепости отражали наступающие авангарды рифов, не давая им занять город. Испанское возмездие часто принимало ужасные формы: так, из осуждённых и каторжан формировались, под командованием кадровых офицеров, отряды истребителей, действовавшие по стратегии «Найти и уничтожить», которые ночью совершали вылазки и устраивали засады на рифские патрули. Своей жестокостью они напугали даже рифов, а также стали популярны в мировой прессе, которая описывала как их заметное мужество, так и совершенно ужасающую жестокость.
В различных испанских фортах на фронте война продолжалась без каких-либо пауз: у защитников не было недостатка в стройматериалах, инженеры и рабочие смогли продолжить возведение новых редутов даже несмотря на осаду. Испанская армия за месяц потеряла 12 офицеров и 100 солдат убитыми, тогда как рифы потеряли более 500 человек, в основном из-за бомбардировок.

## Окончание войны
С приходом броненосца «Альфонс XII» и крейсера «Исла де Лусон (Isla de Luzón)» Испания начала использовать свой военно-морской флот в полной мере, подвергая позиции рифов непрерывной и неустанной бомбардировке на побережье. 6 ноября испанские корабельные орудия временно замолчали, пока шли короткие переговоры с рифами. Когда рифы показали, что не желают сдаваться, артобстрелы продолжились, причём теперь велись и по ночам с помощью прожекторов: это было их первым применением в бою.
Несмотря на плохое состояние военной техники и бездарное командование Гарсии-и-Маргальо в начале кампании, испанская армия стала наконец-то добиваться успехов, и генерал Масиас, преемник Маргальо, получил к середине месяца достаточно сил, чтобы держать рифов под контролем и восстановить внешнюю оборону по периметру Мелильи. Генерал Мартинес де Кампос прибыл в Мелилью 27 ноября с подкреплением в 7000 солдат, в результате чего общее число испанских войск в Марокко стало равно двум армейским корпусам. В апреле 1894 года Мартинес де Кампос, в дополнение к его должности командующего, стал послом Испании в Марокко и заключил мир непосредственно с султаном.

## Последствия
Европейские державы внимательно наблюдали за войной Испании с рифами. Франция, ища себе союзника для захвата региона, призвала Испанию к территориальной экспансии в Марокко. Испания, однако ж, «довольствуясь малым», не была сильно заинтересована в участии в колониальном разделе Африки. Она осторожничала, чтобы не вызвать гнева Великобритании, владевшей Гибралтаром, которая смотрела на возможные территориальные приобретения другой европейской державы на побережье Гибралтарского пролива с тревогой, поэтому правительство её потребовало от султана лишь символических территориальных уступок на севере. Это, однако, не остановило французских амбиций, и в 1912 году после Фесского договора Марокко было разделено между Францией и Испанией на протектораты.
В результате этой войны в Мелилье появился свой корпус гражданской гвардии, испанской жандармерии.